# ミロシュ・ルコヴィッチ
ミロシュ・ルコヴィッチ（セルビア語: Милош Луковић, ラテン文字転写: Miloš Luković、2005年11月18日 - ）は、セルビアのサッカー選手。ポジションはフォワード。
兄のルカ・ルコヴィッチもサッカー選手である。

## 経歴

### IMT
2021年11月20日のセルビア・プルヴァ・リーガ、FKラドニチュキ・スレムスカ・ミトロヴィツァ戦に出場し16歳2日でトップチームデビューを果たした。
2022-23シーズンのセルビア・プルヴァ・リーガで15得点を決めIMT史上初のプルヴァ・リーガ優勝とセルビア・スーペルリーガ昇格を牽引、自身はラドニチュキ・スレムスカ・ミトロヴィツァのクルスタ・ジョルジェヴィッチと共にプルヴァ・リーガ得点王に輝いた。
2023-24シーズンのセルビア・スーペルリーガでは17歳でキャプテンに就任、2022-23シーズン途中に加入した兄のルカ・ルコヴィッチと2トップを形成すると17得点を決めパルチザン・ベオグラードのマテウス・サウダーニャと共にスーペルリーガ得点王に輝いた。
2024年1月13日、RCストラスブールと4年半契約を締結し、2023-24シーズン終了までIMTにレンタル移籍することが発表された。